# Lizenzfreiheit
Lizenzfreiheit ist ein Nutzungsverfahren von urheberrechtlich geschützten Werken, bei dem ein Werk gegen eine einmalige, vom Urheber des Werkes festgelegte Nutzungsgebühr erworben wird und im Normalfall unbegrenzt oft, zeitlich unbegrenzt, in verschiedenen Medien und auch kommerziell verwendet werden darf. Die genauen, teilweise umfangreichen Bedingungen werden vertraglich geregelt. Lizenzfreiheit ist eine proprietäre Lizenzierungsform. Das Verfahren wird beim Vertrieb von Fotografien, Stock Footage, Schriften, Zeichnungen und anderen Grafiken verwendet.
Der etwas missverständliche Begriff resultiert aus einer ungenauen Übersetzung des aus dem englischsprachigen Begriff ‚royalty-free‘, was mit ‚lizenzgebührenfrei‘ zu übersetzen wäre. Der Begriff ‚lizenzfrei‘ wird aber weiter verwendet, da er sich in der Medienbranche seit langem etabliert hat. Er sollte nicht mit den freien Lizenzen oder Gemeinfreiheit verwechselt werden. Gleichzeitig hat der Zeitraum der kostenlosen Nutzung nichts mit dem Urheberrechtsschutz zu tun.
Im Gegensatz dazu steht das lizenzpflichtige Nutzungsverfahren, bei der Lizenznehmer durch die Zahlung einer Lizenzgebühr eine räumlich, zeitlich, anwendungsmäßig oder inhaltlich beschränkte (sogenannte einfache oder ausschließliche) Erlaubnis der Nutzung eines Werks erwirbt.